# 1st Airborne Division
1st Airborne Division var en brittisk flygburen division under andra världskriget.

## Organisation
Divisionens organisation 
- 1st Airborne Division GOC Maj.Gen R.Urquhart
- 1st Parachute Brigade CO Brig Gerald Lathbury
  - 1st Bn, Parachute Regiment CO Lt.col D.Dobie
  - 2nd Bn, Parachute Regt. CO Lt.col J.Frost
  - 3rd Bn, Parachute Regt. CO Lt.col J.Fitch
  - 1st Airlanding Anti-Tank Battery
  - 16 Parachute Field Ambulance CO Lt.Col E.Townsend
  - 1st Parachute Squadron
- 4th Parachute Brigade CO Brig John Hackett
  - 10th Bn, Parachute Regt. CO Lt.col K.Smith
  - 11th Bn, Parachute Regt. CO Lt.col G.Lea
  - 156th Bn, Parachute Regt. CO Lt.col des Voeux
  - 2nd Airlanding Anti-Tank Battery, RA
  - 133 Parachute Field Ambulance, RAMC CO Lt.col Alford
  - 4th Parachute Squadron, RE Maj Perkins
- 1st Airlanding Brigade CO brig Pip Hicks
  - 1st Battalion The Border Regiment CO Lt.col T.Haddon
  - 2nd Battalion The South Staffordshire Regiment CO Lt.col Mc Cardie
  - 7th (Galloway) Battalion The King's Own Scottish Borderers CO Lt.col R.Payton Reid
  - 181 Airlanding Field Ambulance CO lt.col A. Marrable
- Divisional Units
  - 21st Independent Parachute Company CO Maj B.Wilson
  - 1st Airlanding Light Regiment, RA CO Lt.Col S.Thompson
  - 1 Forward (Airborne) Observation Unit, RA Maj Wight Boycott
  - 1st Airborne Divisional Signals Lt.Col T.C.V.Stephenson
  - 1st Airborne Reconnaissance Squadron CO Maj F.Gough
  - 9th (Airborne) Field Company
  - 261 (Airborne) Field Park Company
  - 250 (Airborne) Light Composite Company
  - 1st (Airborne) Divisional Field Park
  - 1st (Airborne) Divisional Workshops
  - 1st (Airborne) Divisional Provost Company
  - 89th (Parachute) Field Security Section, Intelligence Corps